# Pfarrkirche St. Franziskus (Linz)

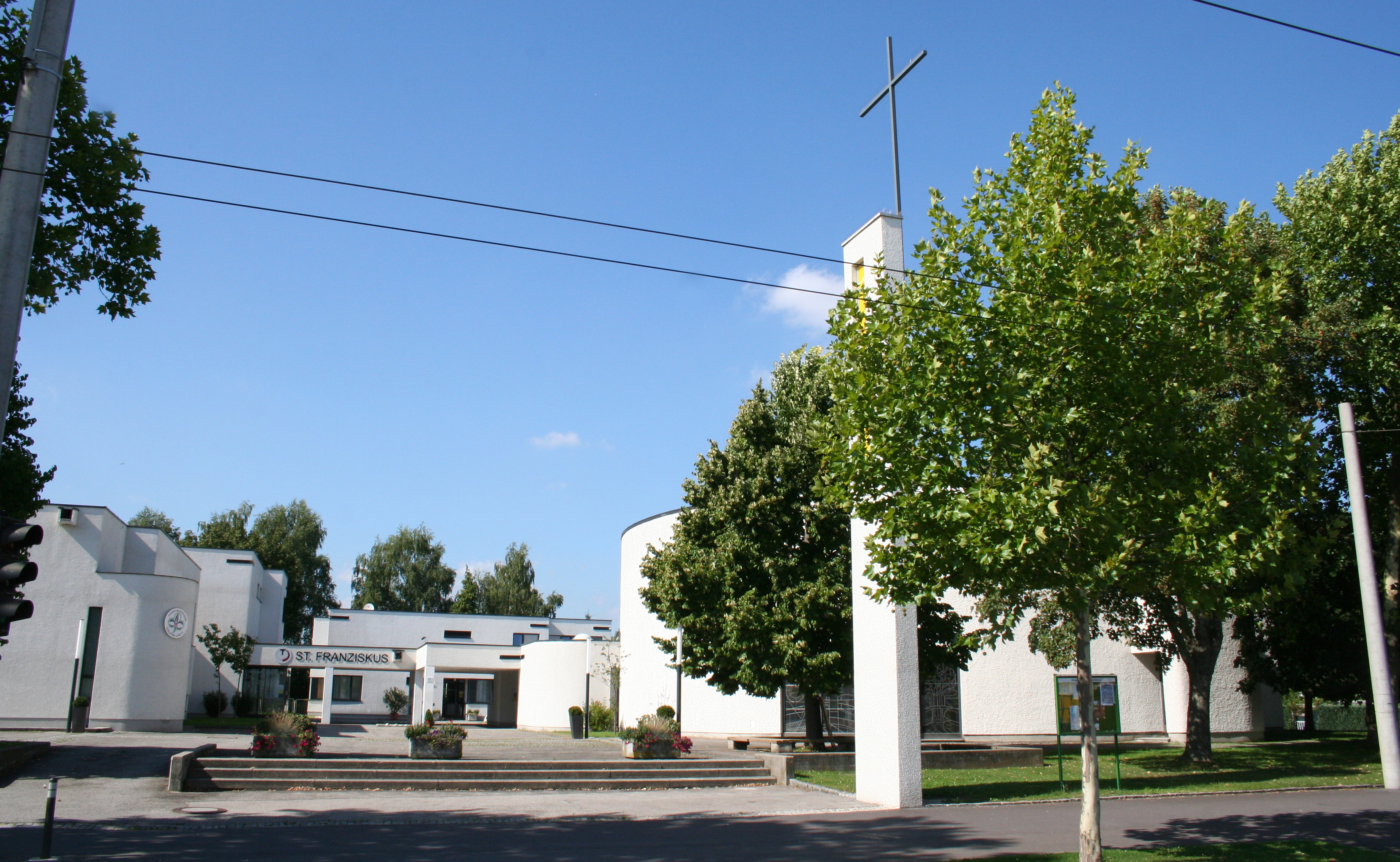
Pfarrkirche St. Franziskus

Die Pfarrkirche Linz-St. Franziskus steht im Linzer Stadtteil Neue Heimat in Oberösterreich. Die römisch-katholische Pfarrkirche hl. Franziskus gehört zum Dekanat Linz-Süd in der Diözese Linz.

## Geschichte
Nach dem Zweiten Weltkrieg diente als Provisorium eine Baracke der ÖBB sowie die Volksschule 35 der Seelsorge für den neu entstandenen Stadtteil Zöhrdorferfeld. 1972 bis 1975 wurde nach Plänen von Hans Riener das heutige Pfarrzentrum in der Neubauzeile erbaut, aufgrund finanzieller Schwierigkeiten wurde erst 1984 bis 1985 die Kirche von Hans Riener und Franz Josef Kranl errichtet und am 5. Oktober 1985 von Bischof Maximilian Aichern geweiht. Die Orgel wurde 1988, der Turm 2008 erbaut.